# Anstoß

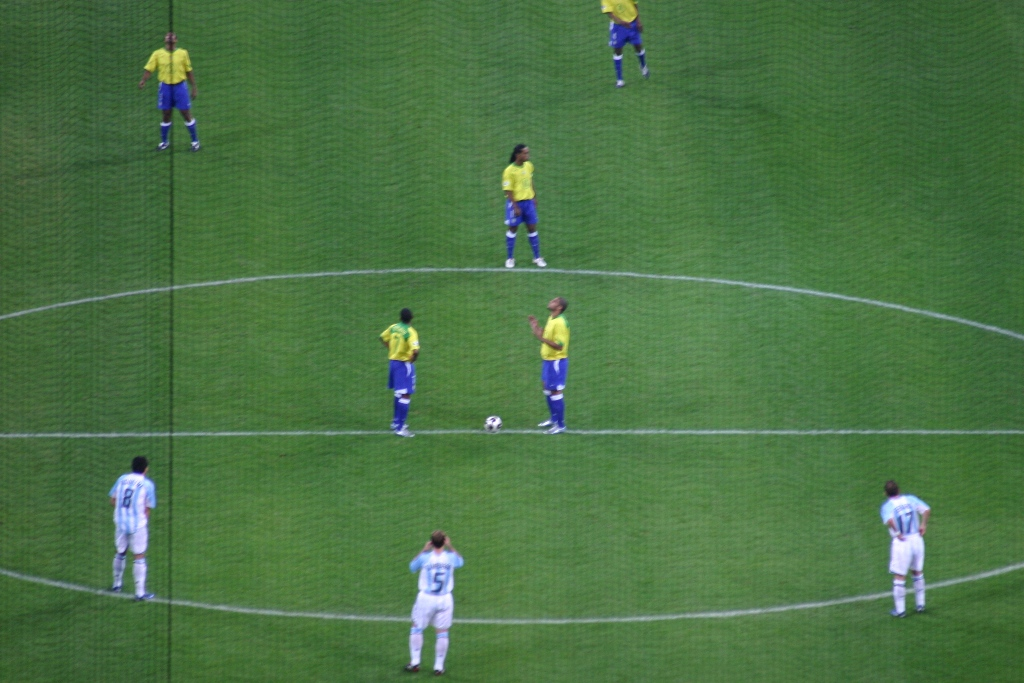
Anstoß im Finale des Confed-Cup 2005

Der Anstoß (in Österreich Ankick) ist beim Fußball das Anspielen des Balles zu Spielbeginn, nach einem Torerfolg, zu Beginn der zweiten Halbzeit und zu Beginn jeder Spielhälfte einer möglichen Verlängerung.

## Festlegung des Anstoßes zum Spielbeginn
Der Schiedsrichter wirft eine Münze, nachdem sich beide Mannschaftskapitäne auf je eine Münzseite geeinigt haben. Der Kapitän, dessen gewählte Münzseite nach oben zeigt, hat die Wahl, ob seine Mannschaft zuerst den Anstoß ausführen soll oder in welche Richtung sie in der ersten Spielzeithälfte angreifen wird („Platzwahl“). Die andere Mannschaft hat abhängig davon den Anstoß zu Beginn des Spieles oder die Platzwahl. Zu Beginn der zweiten Halbzeit führt in jedem Fall die Mannschaft den Anstoß aus, welche zu Beginn der ersten Halbzeit den Anstoß nicht ausgeführt hat. Für die zweite Halbzeit des Spieles wechseln die Mannschaften die Seiten und spielen auf das andere Tor. Aus einem Anstoß kann direkt, also mit dem ersten Ballkontakt, ein Tor erzielt werden.

## Ausführung
Der Anstoß wird im Mittelpunkt des Mittelkreises (bzw. des Fußballfeldes) ausgeführt, nachdem der Schiedsrichter durch den Anpfiff das Zeichen dazu gegeben hat. 
Beide Mannschaften müssen in ihren Spielhälften (die durch die Seitenwahl entschieden wird), stehen, davon ausgenommen ist seit der Saison 2017/2018 der den Anstoß ausführende Spieler.

### Regeln
Der Ball muss vor dem Anstoß auf dem markierten Mittelpunkt des Mittelkreises ruhen. Mit Ausnahme des ausführenden Spielers müssen sich alle anderen Spieler in ihrer eigenen Spielfeldhälfte befinden. Die Gegenspieler der anstoßenden Mannschaft müssen zudem mindestens 9,15 m (10 yards) vom Ball entfernt sein (also außerhalb des Mittelkreises). Der Ball ist im Spiel, sobald er vom ausführenden Spieler mit dem Fuß so berührt wurde, dass er sich sichtbar bewegt hat. Ist der Ball im Spiel, entfallen Aufenthalts- und Abstandsgebot. 
Der Schiedsrichter überprüft bei Spielbeginn und nach der Pause vor dem Anstoß die Zahl der Spieler beider Mannschaften und ob beide Mannschaften einen Torwart auf dem Feld haben. Hierbei müssen die beiden Torwarte und mindestens sechs Feldspieler (bei „normaler“ Zahl von elf Spielern je Mannschaft, auf Kleinfeldern oder nach der „Norweger“-Regel ggf. auch weniger Spieler) jeder Mannschaft auf dem Feld sein. Die Ausführung des Anstoßes durch andere Personen als die im Spiel mitwirkenden Spieler ist verboten. Mit der Freigabe des Anstoßes durch den Pfiff des Schiedsrichters am Beginn jeder Halbzeit beginnt die Zeitnahme. Der Ball ist im Spiel, sobald er mit dem Fuß gestoßen wurde und sich in eine beliebige Richtung bewegt, damit beginnt in der ersten Halbzeit auch das Spiel (zu Beginn der zweiten Halbzeit und zu jeder Hälfte einer Verlängerung wird das unterbrochene Spiel nur fortgesetzt). Dieser Unterschied ist wichtig, sollte es in der Zeit zwischen Anstoßpfiff und Ausführung des Anstoßes zu einem Vorfall kommen, der zu einem Ausschluss eines Spielers führt – trotz Beginn der Zeitnahme dürfte sich eine Mannschaft in diesem Fall wieder vervollständigen, da das Spiel noch nicht begonnen hat.
Nach jeder Torerzielung durch eine Mannschaft wird der Anstoß von der anderen Mannschaft ausgeführt, es sei denn, der Schiedsrichter beendet die Halbzeit, da die Spielzeit abgelaufen ist.

#### Regelverstoß
Sollte der ausführende Spieler den Ball ein zweites Mal berühren, bevor er von einem anderen Spieler berührt wurde, wird ein indirekter Freistoß für die gegnerische Mannschaft an der Stelle verhängt, wo sich die Regelübertretung ereignete. Sollte die Berührung durch Handspiel erfolgen, wird ein direkter Freistoß verhängt. Bei jeder anderen Regelverletzung wird der Anstoß wiederholt.

## Ehrenanstoß
Bei bestimmten Anlässen kann es zu einem inoffiziellen Anstoß („Ehrenanstoß“) kommen. Der Ehrenanstoß wird aber kaum noch praktiziert. Diese Zeremonie beinhaltet, dass ein Prominenter den inoffiziellen Anstoß vollzieht (z. B. ein bekannter Ex-Nationalspieler, Politiker oder Künstler). Nach dem Ehrenanstoß erfolgt der eigentliche Anstoß.